# Умётовское сельское поселение
Уме́товское се́льское поселе́ние — муниципальное образование в составе Камышинского района Волгоградской области.
Административный центр — село Умёт.

## История
Умётовское сельское поселение образовано 5 марта 2005 года в соответствии с Законом Волгоградской области № 1022-ОД.

## Население
| 2010  | 2012  | 2013  | 2014  | 2015  | 2016  | 2017  |
| ----- | ----- | ----- | ----- | ----- | ----- | ----- |
| 1269  | ↘1252 | ↘1246 | ↘1221 | ↘1192 | ↘1186 | ↘1164 |
| 2018  | 2019  | 2020  | 2021  |       |       |       |
| ↗1186 | ↘1178 | ↘1174 | ↘1146 |       |       |       |

## Состав сельского поселения
| № | Населённый пункт | Тип населённого пункта       | Население |
| - | ---------------- | ---------------------------- | --------- |
| 1 | Александровка    | село                         | ↘21       |
| 2 | Умёт             | село, административный центр | ↘1248     |

### Упразднённые населённые пункты
- Мучной — посёлок железнодорожного разъезда, упразднён в 1985 году[13].
- Грязный Буерак — село, упразднено в 1985 году[14].